# Natalja Kudriewa
Natalja Aleksiejewna Kudriewa (ros. Наталья Алексеевна Кудрева, ur. 8 czerwca 1942 w Krasnodarze) – radziecka siatkarka, mistrzyni olimpijska.

## Życiorys
Kudriewa uprawiała sport od lat szkolnych – najpierw gimnastykę, później lekkoatletykę. W siatkówkę zaczęła grać w 1964 roku. Jest absolwentką Państwowego Instytutu Kultury Fizycznej.
Była w składzie reprezentacji Związku Radzieckiego podczas igrzysk 1972 w Monachium. Zagrała w jednym meczu fazy grupowej – przeciwko Węgierkom. Reprezentantki ZSRR w turnieju olimpijskim wywalczyły złoto. Jest także złotą medalistką Uniwersjady z 1970 i 1973.
Kudriewa grała w zespołach Dynamo Krasnodar (1964-1967) i Burewiestnik Leningrad (1967-1974). Po zakończeniu kariery sportowej w 1974 pracowała jako trenerka oraz nauczycielka wychowania fizycznego.
W 1991 została wyróżniona jako Zasłużony Mistrz Sportu ZSRR w piłce siatkowej. Otrzymała również medal „Za pracowniczą wybitność”.